# Igor Tratnik
Igor Tratnik (Lubiana, 14 giugno 1989) è un cestista sloveno.

## Palmarès
- Campionato sloveno: 1

Union Olimpija: 2017-18
- Coppa di Slovenia: 1

Krka Novo mesto: 2016